# Leandro Fernández (actor)
Leandro Fernández es un actor, músico y director colombo-español, hijo del también actor y pintor Domingo Fernández Adeba y hermano del reconocido actor Helios Fernández y de la actriz y músico Paola Fernández.
Estudió Teatro en el "Instituto Departamental de Bellas Artes" de Cali, Colombia, estudió Guion y Dirección de Cine en Madrid, España, se mudó a Miami, FL en 1999 donde ha promovido el teatro hispano desde su llegada.

## Carrera
En 1996 fue nominado a mejor actor de comedia en los premios Claqueta del festival de cine de Cartagena, en 1998 viajó a España con su propia compañía de teatro a presentar Cuentos con Tambor. Allí vivió un año, presentándose en diferentes teatros y reconocidos sitios culturales de España, trabajando para una importante ONG de la Universidad Complutense,"Solidarios", y la embajada colombiana.
En el 2002 creó el "Grupo de Teatro La Tarumba Miami" que se ha presentado en teatros y la mayoría de escuelas públicas del condado de Miami-Dade y Broward, con obras dirigidas y escritas por él, como Las aventuras de Don Quijote, Cuentos con Tambor, Colon contando, Don Cristóbal navegando.
Ha participado en series de las más importante cadenas televisivas en español como Telemundo y Univision como Prisionera, Al filo de la ley, Dame chocolate, El rostro de Analía, El cuerpo del deseo o Más sabe el diablo. Fue profesor en el reality show de Telemundo Protagonistas de la fama VIP, y dirigió el festival de humor colombiano realizado en Miami en el mes de septiembre de 2006. Juntos pero no revueltos. En el año 2007 dirigió los segmentos de Humor de Sábado Gigante con Don Francisco y el Stand Up Comedy Las Mujeres son de Venus y los Hombres son… de Madre. Posteriormente escribió y dirigió la segunda parte titulada Las mujeres son de Venus y los hombres son... de madre - Segundo Round. Ha sido actor y director de Juliana, amante a la colombiana, Las aventuras de Don Quijote, Colón contando, Don Cristóbal navegando y Cuentos con Tambor, y también dirigió la obra El Insomnio Americano.
También ha interpretado Santo pecado (2010) de Edgar Moreno. Dirige Dos gallinas sentadas hablando pura m... (2011) con Jeannette Lehr y Rosalinda Rodríguez y Mujeres de par en par (2011) con Mónica Pasqualotto (Venezuela), Rosalinda Rodríguez (México), Bianka González (Venezuela), Leticia Morales (Argentina), Nadia Rowinsky (Uruguay), Paulina Gálvez (Chile), Danly Arango (Colombia) y Paola Fernández (Colombia), Jodidos pero contentos (2012), con Carlos Yustis (México) y Danly Arango (Colombia), Hombres de bar en bar (2012), con Gabriel Porras (México), Juan David Ferrer (Cuba), Karlos Anzalota (Puerto Rico), Mauricio Rentería (Cuba), Ariel Texido (Cuba) y Laura Termini (Venezuela), A 2.50 la Cuba libre con Mónica Pasqualotto (Venezuela), Rosalinda Rodríguez (México), Bianka González (Venezuela), Paulina Gálvez (España) y Danly Arango (Colombia), Desconectados con Bianka González (Venezuela), Karlos Anzalotta (Puerto Rico), Cristina Ferrari (Venezuela), Flavia Scarpa (España), Boris Roa (Chile), Sarah Luz Córdoba (USA), Amylkar (Colombia). Ha dirigido para Microteatro (proyecto del Centro Cultural Español) obras como: Armadas hasta los dientes de Indira Páez, Truculencias de Leandro Fernández y Víctor Aaron, Mujeres ligeras de Indira Páez y Pin Pan toda La vida de Enio Mejía y Pablo Bautista, Mucha mierda de Nancho Novo y La Audición de Indira Páez, con estas tres últimas siendo escogidas como las mejores obras de todas las temporadas.

## Trabajo

### Teatro
- 2013: Desconectados (Director)
- 2013: Las mujeres son de Venus y los hombres son de madre (Actor & Director)[6]
- 2013: La audición, de Indira Páez (Director)[7]
- 2012-2013: A 2.50 la cuba libre (Director)
- 2012: Jodidos pero contentos (Director)[8]
- 2012: Hombres de bar en bar (Director)
- 2011: Mujeres de par en par (Director)
- 2011: Dos gallinas sentadas hablando pura m... (Director)
- 2010: Santo pecado (Actor)[9]
- 2001-2009: Juliana, amante a la colombiana (Actor & Director).
- 2002-2008: Las aventuras de Don Quijote (Escritor, Actor & Director).
- 2008 Milagros de Bergamota (Escritor, Actor & Director).
- 2004: El Rey que se Enamoró de la Luna (Escritor, Actor & Director).
- 2005-2008: Cuentos con Tambor (Actor & Director).
- 2003: Colon contando, Don Cristóbal Navegando (Escritor, Actor & Director).
- 2007-2009: Las mujeres son de Venus y los hombres son... de Madre! (Escritor, Actor & Director).
- 2009-2010: Las mujeres son de Venus y los hombres son... de Madre! - Segundo Round (Escritor, Actor & Director).
- 2004-2007: El Insomnio Americano (Director).

### Filmografía
- Azúcar
- El Confesor
- Canas al aire
- Pásela Chévere
- 2005: Decisiones - "¿Y de aquello... nada?"
- Los Pocillos
- Solo de guitarra
- 2007: Prisionera
- 2006: Al filo de la ley
- 2008: Dame chocolate
- 2009: El rostro de Analía
- El cuerpo del deseo
- 2009: Más sabe el diablo

### Premios y nominaciones
Premios
- 2008: Mejor Actor - Premios NG, Miami.
- 2006: Premio UN por su labor artística.
- 2002: Llaves de la Ciudad de Miami por su trabajo en Juliana, amante a la colombiana.
- 1996: Mejor Actor de Comedia - Premio Claqueta, Festival de Cine, Cartagena, Colombia.
- 1994: Mejor Actor - Festival Nacional de Teatro, Cali, Colombia.

Nominaciones
- 2009: Mejor Actor - Miami Life Awards por Milagros de Bergamota”.
- 2006: Mejor Director Invitado - Premios ACE por Juliana, amante a la colombiana.